# Schapelle Corby
Schapelle Leigh Corby, född 10 juli 1977, är en kvinna ifrån Australien som fram tills 2014 avtjänade ett 20 årigs straff i Kerobokan-fängelset på Bali i Indonesien dömd för att ha smugglat 4,2 kilo cannabis ifrån Australien till Indonesien. Hennes rättegång följdes direkt i TV i Australien och skapade en het debatt i landet om huruvida Corby var skyldig eller icke skyldig till brott.
Corby avtjänar nu ett 20-årigt straff för brottet efter att ha blivit fälld och dömd 27 maj 2005, detta efter att ha blivit arresterad på Balis flygplats i oktober 2004. Efter att Corby överklagade domen fastställdes straffet till 20 års fängelse och hennes enda chans till fullständig frigivning under sina 20 år är att be om nåd hos Indonesiens president och erkänna sig skyldig, något som Corby har vägrat göra ända sedan dagen hon greps. Corby håller fortfarande fast vid historien att det var drogsmugglare som la ner cannabisen i hennes ryggsäck och sedan av misstag glömde ta bort det vid mellanlandning i Sydney. Schapelle Corby blev i februari 2014 villkorligt frigiven men måste stanna på ön Bali tills hennes straff är avtjänat i juli 2017.

## Tidigt liv
Corby var bosatt i den australiska staden Tugun i Queensland där hon studerade på halvtid, av vilken hon hann avsluta två av fyra kurser. Hon arbetade samtidigt i familjeföretaget som bestod av en snabbmatsaffär. Hennes pappa, som dog i januari 2008, jobbade i en kolgruva och Corbys syster Mercedes var gift med en balinesisk man och de båda systrarna var på väg till sin semester när Corby greps.
Corby hade en relation med en man med utländsk härkomst som blev intervjuad efter hennes gripande för drogsmuggling, under det fiktiva namnet "Kimi Tanaka". Enligt Kimi hade de båda mötts under mitten av 1990-talet när Tanaka bodde och jobbade i en matvaruaffär i Australien. En dag började paret prata och det ledde snart ett förhållande och Corby fortsatte hålla kontakten även efter att "Kimi Tanaka" återvände till Japan. Kort därefter flyttade även Corby till Omaezaki, Japan och paret gifte sig i mitten av juni 1998. Äktenskapet höll fram tills år 2000 när Corby fick för stark hemlängtan och paret skildes strax därpå och hade ingen ytterligare kontakt; parets skilsmässa blev klar 2003. På vägen hem stannade Corby till i Bali, Indonesien för att hälsa på systern. Corby hade stannat till i Bali tidigare när hon mellanlandade på väg till Japan.

## Gripandet och rättegång
Den 8 oktober 2004 greps Corby av anställda på Ngurah Rais internationella flygplats i Bali. Corby hade enligt utsago 4,2 kilo cannabis i sin olåsta surfbrädeväska. Corbys försvar byggde på att hon inte visste om att det fanns cannabis i hennes surfbrädeväska och att det hade blivit instoppat i densamme på flygplatsen i Brisbane innan den lastades på flygplanet utan hennes kännedom. Corbys tre resekamrater som bland annat bestod av hennes syster och bror vittnade under rättegången att de inte hade sett Corby stoppa ner någon cannabis i sin surfbrädeväska och att de hade varit närvarande under hela packningen. Enligt indonesisk lag måste den som grips med narkotika i sitt bagage på en flygplats själv bevisa att den inte är ägare av narkotikan istället för tvärtom som i de flesta andra länder.
Under Corbys rättegång vittnade också den dömda brottslingen John Ford (som flögs från Australien till Bali) som enligt egen utsago hade hört två andra interner diskutera narkotikasmuggling ifrån Brisbanes flygplats till Sydney och att de två internerna också diskuterade fallet med Schapelle Corby och att de två sa att de hade misslyckats med att hämta narkotikan ur ryggsäcken efter landningen i Sydney som de hade planerat. Fords vittnesmål avfärdades av domstolen då det var helt byggt på hörsägen. En indonesisk domare beskrev Fords vittnesmål som Hearsay upon hearsay ("hörsägen på hörsägen").
Corby flög från Sydney-flygplatsen samma dag som ett stort parti kokain skickades ut av en smugglarliga. De flesta i ligan greps veckorna efter och denna händelse användes av Schapelle Corbys försvarsadvokat för att ännu en gång hävda att det var smugglare som hade planterat cannabisen utan att Corby visste om det.  Corby gjorde många försök under rättegångens slutskede att försöka få domarna i fallet att visa barmhärtighet och talade direkt till domarna. Corby skrev också brev till sin åklagare och domarna och bad om ett så kort straff som möjligt.
Dagen domslutet sändes direkt i Australiensisk TV och även Nya Zeeland direktsände från domstolen på Bali. Den 27 maj 2005 dömdes Corby slutligen till 20 års fängelse och hon dömdes också att betala 100 000 000 rupiah i böter.
Corby blev villkorligt frigiven i februari 2014 men måste enligt villkoren stanna på ön Bali fram tills avtjänat straff vilket är i juli 2017. Hon måste också göra månatliga besök och registrera sig.

## Överklagan
Domen överklagades i juli 2005 och i den rättegången dömdes Corby till 15 års fängelse men efter ännu en överklagan fastställdes domen på 20 års fängelse. Efter detta domslut beordrade också domstolen att Corbys surfbrädeväska och all cannabis skulle eldas upp vilket var en signal att fallet är avslutat enligt indonesisk lag. Corby har fått totalt fem månaders reducerat straff på grund av lagar i Indonesien som säger att brottslingar kan få en viss straffminskning varje år på Indonesiens självständighetsdag.
Corby skulle ha flyttats ifrån Kerobokan-fängelset till ett fängelse på Java i maj 2007 på grund av att det var för många fångar på Kerobokan, men detta beslut ändrades i sista minuten efter att vissa justeringar hade gjorts på fängelset.

## Livet i fängelset
Schapelle Corby delade cellblock med 85 andra dömda kvinnor. 
Corby blev tagen till ett sjukhus i Bali i mitten av juni 2008 efter att ha fått ett nervöst sammanbrott i fängelset och behandlats för depression. Under tiden på sjukhuset fick hon också under bevakning av en vakt gå ut på stan med sin familj och handla i en butik och fick även gå till en frisör, något som kritiserades av vissa människor på ön. Corby tillfrisknade och återfördes till fängelset i början av juli samma år för att fortsätta avtjäna sitt straff. Hon släpptes i februari 2014 och måste i enlighet med sin villkorlig frigivning stanna på ön Bali fram tills juli 2017 då straffet är avtjänat.

## Effekt på relationen mellan Australien och Indonesien
Corbys fall genererade stor uppmärksamhet i Australien och det antiindonesiska tonläget under diskussionerna försämrade under en tid ländernas relation. I Australien genererade historien stora rubriker medan media i Indonesien knappt nämnde fallet. Bland annat ville hundratals australiensare ha tillbaka sina pengar som de givit till offren för tsunamin i Asien 2004. Australiska myndigheter arbetade 2006 för att få med Corby i ett utbytesprogram för fångar inspärrade i indonesiska fängelser.

## Medias rapportering
Fallet fick stor uppmärksamhet i australiska media och en konspirationsteori att en smugglarliga låg bakom Corbys öde är en av de mest troliga enligt det australiska folket. Under flera månader rapporterade media om minsta händelse i fallet och det spekulerades bland annat i att hon var gravid eftersom hon kollapsade flera gånger under rättegången. En namninsamling för ett frisläppande av Schapelle Corby fick ihop 100 000 namn i Australien samtidigt som balineser demonstrerade utanför Australiens ambassad och skrek att de tyckte Corby skulle avrättas.
En dokumentär som hette Ganja Queen, gjord av Janine Hosking, som handlade om Corbys gripande, rättegång och liv i Kerobokanfängelset gavs ut år 2008. En annan dokumentär vid namnet Expendable som släpptes i januari 2012  påstår att Corby är oskyldig och blivit dömd av ett korrupt system.  I boken Sins of the Father hävdar journalisten och författaren Eamonn Duff att hon var "absolut skyldig" och en villig narkotikasmugglare för en liga ledd av hennes sedan 2008 avlidne fader.